# Župnija Čatež - Zaplaz
Župnija Čatež - Zaplaz je rimskokatoliška teritorialna župnija Dekanije Trebnje Škofije Novo mesto.
Do 7. aprila 2006, ko je bila ustanovljena Škofija Novo mesto, je bila župnija del Nadškofije Ljubljana.
V župniji je na hribu Zaplazu Cerkev Marijinega vnebovzetja, ki je škofijsko romarsko svetišče Škofije Novo mesto.

## Sakralni objekti
| #  | Slika | Cerkev                        | Naselje        |
| -- | ----- | ----------------------------- | -------------- |
| 1. |       | Cerkev svetega Mihaela        | Čatež          |
| 2. |       | Cerkev Marijinega vnebovzetja | Čatež          |
| 3. |       | Cerkev svetega Jerneja        | Trebanjski Vrh |
| 4. |       | Cerkev svetega Urha           | Čateška Gora   |